# Anagyrus spaici
Anagyrus spaici är en stekelart som beskrevs av Hoffer 1970. Anagyrus spaici ingår i släktet Anagyrus och familjen sköldlussteklar. Inga underarter finns listade i Catalogue of Life.